# Centrum (Haga)
Centrum – część miasta Hagi, położona w jej środkowej części. 

## Podział administracyjny
Centrum dzieli się na następujące dzielnice:
- Archipelbuurt,
- Willemspark,
- Zeeheldenkwartier,
- Stationsbuurt,
- Oude Centrum,
- Kortenbos,
- Rivierenbuurt,
- Uilebomen,
- Voorhout,
- Schilderswijk,
- Transvaal.

## Atrakcje turystyczne
- Binnenhof – budynek parlamentu,
- pałac Noordeinde – jeden z pałaców królewskich,
- Grote of Sint-Jacobskerk – zabytkowa, XV-wieczna, gotycka świątynia,
- Mauritshuis – muzeum, przechowuje m.in. obrazy Rembrandta (np. Lekcja anatomii doktora Tulpa) oraz Jana Vermeera (np. Dziewczyna z perłą).